# حقوق رسانه
حقوق رسانه که به آن حقوق سرگرمی نیز می‌گویند، خدمات حقوقی ارائه شده به صنعت سرگرمی و رسانه است. این خدمات در قانون سرگرمی با قانون مالکیت فکری همپوشانی دارد. مالکیت فکری دارای بخش‌های متحرک بسیاری است که شامل نمادهای بازرگانی، حق تکثیر و «حق شهرت» می‌شود. با این حال، حقوق سرگرمی اغلب شامل سوالاتی از حقوق استخدام، حقوق قرارداد، حقوق شبه‌جرم، حقوق کار، حقوق ورشکستگی، حقوق مهاجرت، حقوقاوراق بهادار، حقوق منافع امنیتی، حقوق نمایندگی، حقوق حریم خصوصی، قوانین تهمت و افترا، قوانین تبلیغات، حقوق کیفری، حقوق مالیاتی، حقوق‌بین‌المللی (به ویژه حقوق بین‌الملل خصوصی) و حقوق بیمه است.
بیشتر کار یک قانون سرگرمی مبتنی بر معامله است، به عنوان مثال، پیش نویس قراردادها، مذاکره و میانجیگری. برخی از شرایط ممکن است منجر به دعوی قضایی یا داوری نیاز داشته باشد.